# Otto Wigand

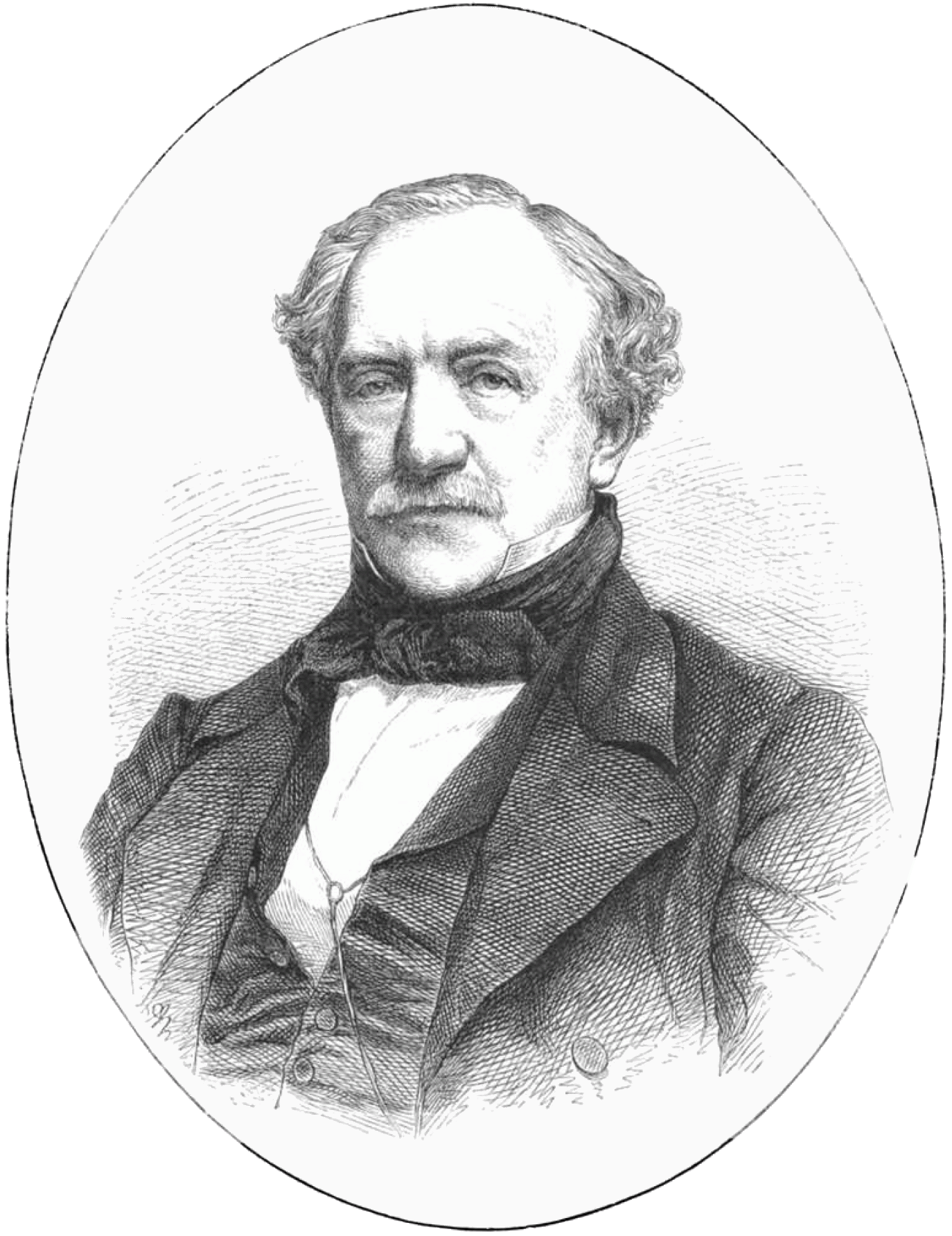
Otto Wigand (Holzstich von 1867 nach einer Lithografie von Gustav Schlick 1853)

Otto Friedrich Wigand (* 10. August 1795 in Göttingen; † 1. September 1870 in Leipzig) war ein deutscher Verleger und Politiker. Sein Pseudonym lautete Otto Friedrich Rammler.

## Leben
Otto Wigand wurde als siebtes Kind von Friedrich und Johanna Wigand in Göttingen geboren. Er besuchte dort das heutige Max-Planck-Gymnasium, verließ es aber im Alter von vierzehn Jahren, um in der Deuerlich'schen Buchhandlung in Göttingen eine Lehre zu beginnen. Noch während seiner Lehrzeit verließ er seine Heimatstadt, um sich dem Militärdienst zu entziehen, und ging — nach einer Wanderschaft, die ihn nach Leipzig, Dresden und Prag führte —  nach Preßburg, wo sein ältester Bruder Carl seit 1811 Gesellschafter der dortigen Lippert'schen Buchhandlung war. Hier wurde er zum Verlagsbuchhändler ausgebildet.
In Kaschau gründete Wigand im Jahre 1816 die „Franklin Gesellschaft“ (ung. 'Franklin Irodalmi és Nyomdai Rt.'; abgekürzt 'Franklin Társulat'), die er 1827 nach Pest verlegte. Es handelte sich um eine Sortiments- und Verlagsbuchhandlung, die auch über eine eigene Filiale in Leipzig verfügte. Seine Hauptverlagsarbeit in dieser Zeit war das Ungarische Konversationslexikon, ein großes umfassendes Werk, durch dessen Herausgabe sich Wigand große Verdienste um die ungarische Literatur erworben hatte. Wegen Anklagen zur Unterstützung der nationalen Opposition, Wigand druckte ihre Programmschriften, musste er die ungarische Hauptstadt verlassen und ließ sich 1833 in Leipzig nieder. Ab 1832 führte sein Schwiegersohn Gustav Heckenast die ungarischen Verlagsgeschäfte fort.

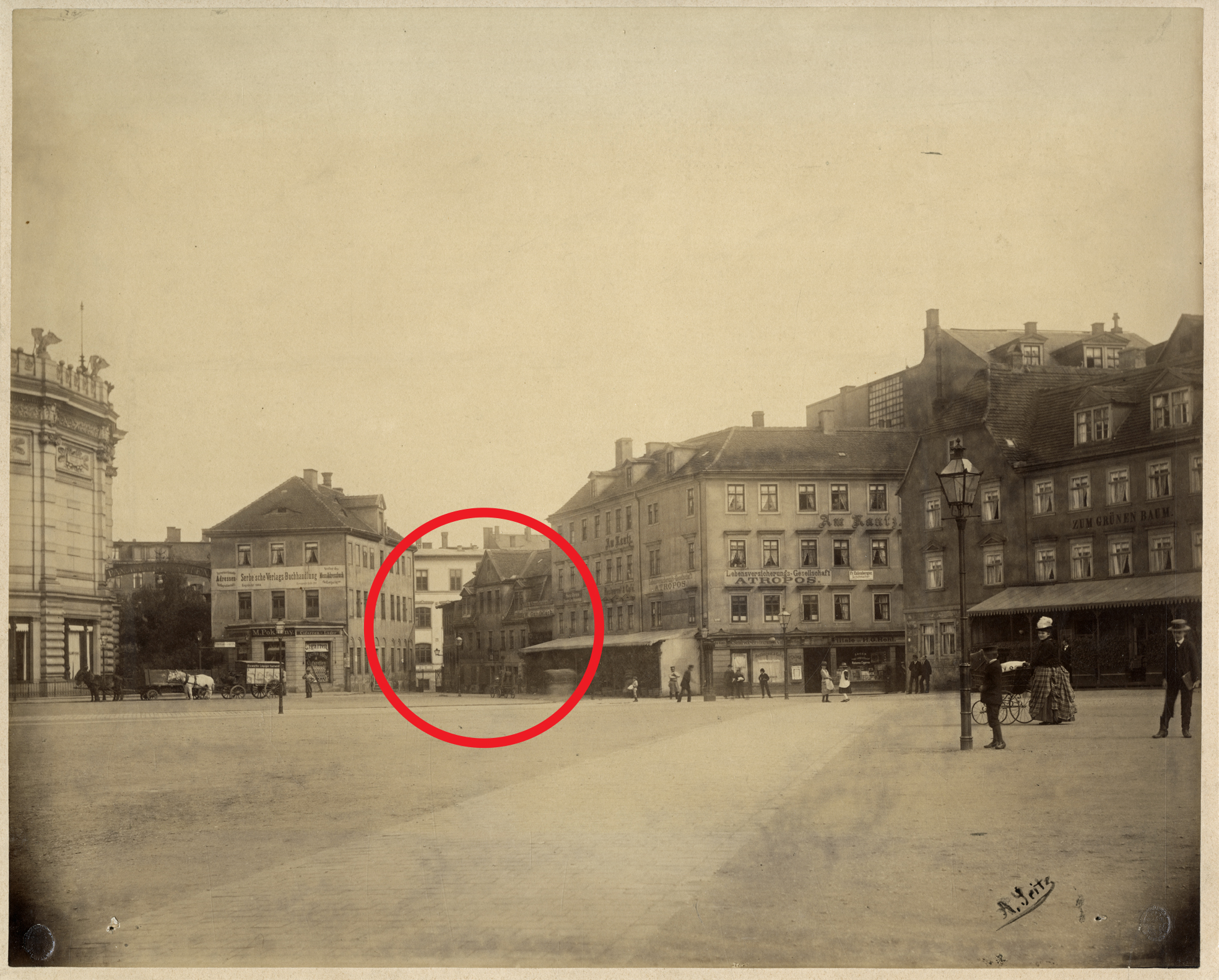
Druckereigebäude Wigands am Roßplatz 3b, Leipzig, Fotografie zwischen 1884 und 1888

In Leipzig begründete Wigand erneut ein Verlagsgeschäft, das florierte und wichtige Werke herausbrachte. Er setzte die Herausgabe ungarischer Bücher fort, verlegte aber auch Publikationen aus den Reihen des Jungen Deutschlands. Nach dessen Verbot durch den Deutschen Bundestag 1835 setzte er sich für die Junghegelianer ein. In seinem Verlag erschien Literatur von Arnold Ruge und Ludwig Feuerbach, dessen Gesamtwerk er ab 1846 verlegte. Mit beiden unterhielt er enge freundschaftliche Beziehungen. Er nahm aber auch Max Stirners Buch Der Einzige und sein Eigentum in sein Programm, das die Junghegelianer und namentlich Feuerbach stark angriff. Wigand war Verleger der Hallischen Jahrbücher bzw. der Deutschen Jahrbücher für Wissenschaft und Kunst, der Jahrbücher der Medizin und des Geographisch-Statistischen Lexikons der Welt. 1841 ermöglichte er das Erscheinen von Johann Jacobys Vier Fragen beantwortet von einem Ostpreußen und gab 1845 von Friedrich Engels Die Lage der arbeitenden Klasse in England heraus. Von 1846 bis 1852 erschien bei ihm das 15-bändige Conversations-Lexicon für alle Stände. In seiner Leipziger Druckerei am Roßplatz wurde auch die Erstausgabe des ersten Bandes von Karl Marx Das Kapital gefertigt, die 1867 bei dem Hamburger Verleger Otto Meissner erschien.

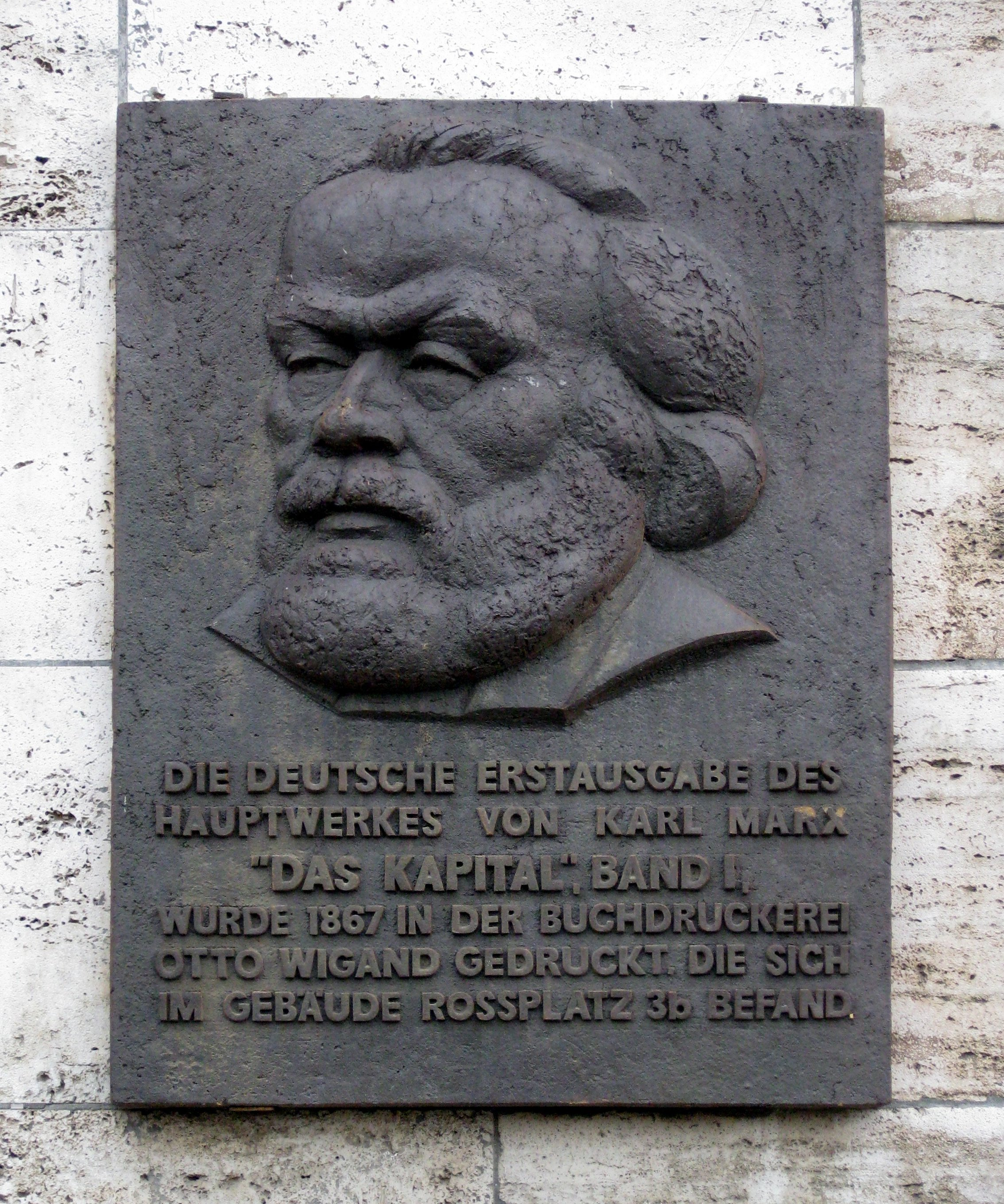
Gedenktafel in der Nähe des Ortes der ehemaligen Wigandschen Druckerei am Leipziger Roßplatz.

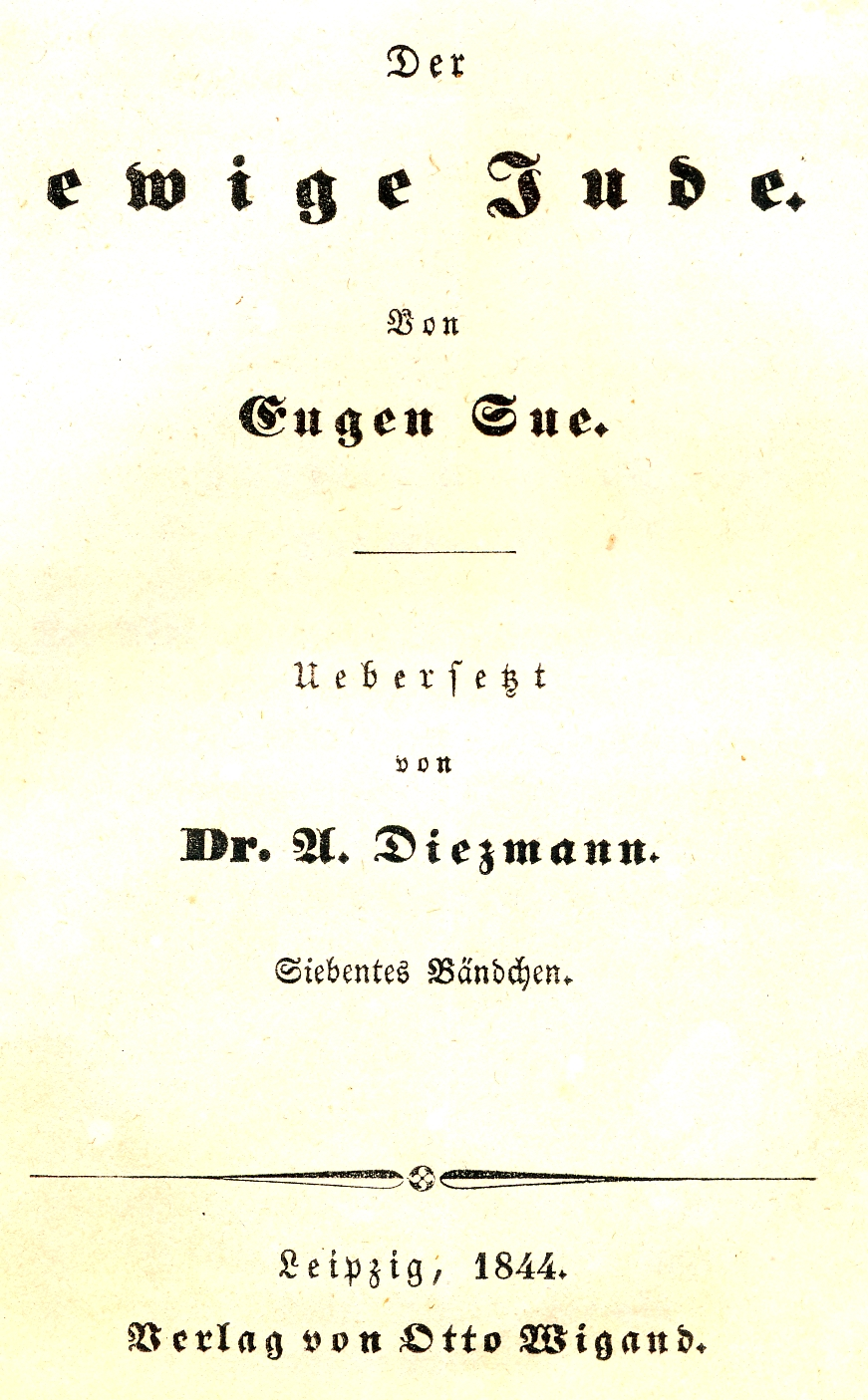
Eugen Sue: Der ewige Jude, erschienen beim Verlag von Otto Wigand, Leipzig 1844 (Titelseite)

1846 sprach die Wiener Regierung ein Vertriebsverbot für die Verlagserzeugnisse von Otto Wigand und Anton Philipp Reclam aus. Nach der Märzrevolution wurde Wigand Stadtverordneter in Leipzig und Mitglied der Zweiten Kammer des Landtages. 1864 zog er sich von seinen Geschäften zurück und übertrug die Leitung seinem 1822 geborenen Sohn Carl Hugo. Sechs Jahre später starb er 75-jährig in Leipzig. Der Verlag Otto Wigand existierte noch bis ins erste Jahrzehnt des 20. Jahrhunderts.
Otto Wigands Söhne Otto Alexander Wigand und Walter Wilhelm Wigand leiteten eine 1857/1858  am Roßplatz 3b in Leipzig errichtete Druckerei. Hier wurde 1867 die erste Auflage des ersten Bandes  von Das Kapital gedruckt. Der ersten Auflage von 1000 Stück folgte im gleichen Betrieb 1873 die zweite mit etwa 3000 Exemplaren.
Otto Wigand und seinem Bruder Georg zu Ehren wurde 1904 in Leipzig eine Straße, die Wigandstraße, benannt.

## Werke
- Arnold Ruge / Otto Wigand: An die Hohe Zweite Kammer der Sächsischen Ständeversammlung: Beschwerde über die durch ein Hohes Ministerium des Innern angeordnete und am 3. Januar 1843 ausgeführte Unterdrückung der Zeitschrift: „Deutsche Jahrbücher für Wissenschaft und Kunst“. Otto, Braunschweig 1843 Digitalisat
- Briefe eines deutschen Bürgers. Otto Wigand, Leipzig 1851
- Briefe von und an Stephan Szechényi. Otto Wigand, Leipzig 1861

## Zeitschriften und Lexika
- Wigand’s Vierteljahrsschrift. Otto Wigand, Leipzig 1844–1845, insgesamt 8 Bände; Digitalisat (Jahrgang 1844, Band 1–4)
- Die Epigonen, 5 Bände 1846–1848 (Nachf. von Wigand’s Vierteljahrsschrift)

Wigand’s Conversations-Lexikon für alle Stände. (1846–1852)
- Zweiter Band. 1846 Digitalisat (Barbacena - Caldani)
- Vierter Band. 1847 (Deutschland - Feodosia)
- Fünfter Band. 1847 Digitalisat
- Zehnter Band. 1850 Digitalisat
- Vierzehnter Band. 1852 (Technik - Wahrheit)
- Fünfzehnter Band. 1852 Digitalisat (Wahrsagen - Zwoll)

Wochenschriften
- Die Feldkirche. Illustrirte Wochenschrift für alle Freunde der Natur. Leipzig. Otto Wigand. 1856.
- Die Sonntags-Post. Illustrirte Wochenschrift zur Belehrung und Unterhaltung. (Nachf. von Die Feldkirche) Leipzig. Otto Wigand. 1857.